# Овражный (Саратовская область)
Овражный — посёлок в Энгельсском муниципальном районе Саратовской области России, в составе Красноярского муниципального образования

## География
Посёлок расположен в восточной части Энгельсском районе, на левом берегу реки Грязнуха, в 34 км по прямой в восточном направлении от районного центра города Энгельс.

## История
Немецкий хутор Старицкое Поле был основан в 1910 г. До 1917 г. входил в состав Новоузенского уезда Самарской губернии. В 1920-е годы переименован в Ленинталь. В начале 1930-х организован колхоз имени Ворошилова. После ликвидации АССР Немцев Поволжья переименован в хутор Дальний.
В 1984 года указом Президиума ВС РСФСР посёлок 3-е отделение совхоза «Осиновский» переименован в Овражный.

## Население
| Годы      | 1920 | 1987  | 2002 |
| --------- | ---- | ----- | ---- |
| Население | 39   | ≈ 110 | 61   |

| 2010 | 2015 |
| ---- | ---- |
| 16   | ↗45  |